# Castelletto (Cuggiono)
Castelletto nota anche come Castelletto di Cuggiono (Castelett in dialetto milanese, AFI: [kasteˈlɛt], localmente Castalett o Castalett de Cugiònn, AFI: [kastaˈlɛt (de kyˈdʒɔn])) è l'unica frazione del comune di Cuggiono, in provincia di Milano, distante 2,85 km dal capoluogo comunale.

## Geografia fisica

### Territorio
Il territorio di Castelletto confina con il capoluogo comunale ad est e con i piccoli centri abitati di Malvaglio e di Bernate rispettivamente a nord ed a sud. Fa inoltre parte del territorio del Parco del Ticino in Lombardia, confinante ad ovest col Piemonte, dal quale è separato dal fiume Ticino.

### Geologia e idrografia

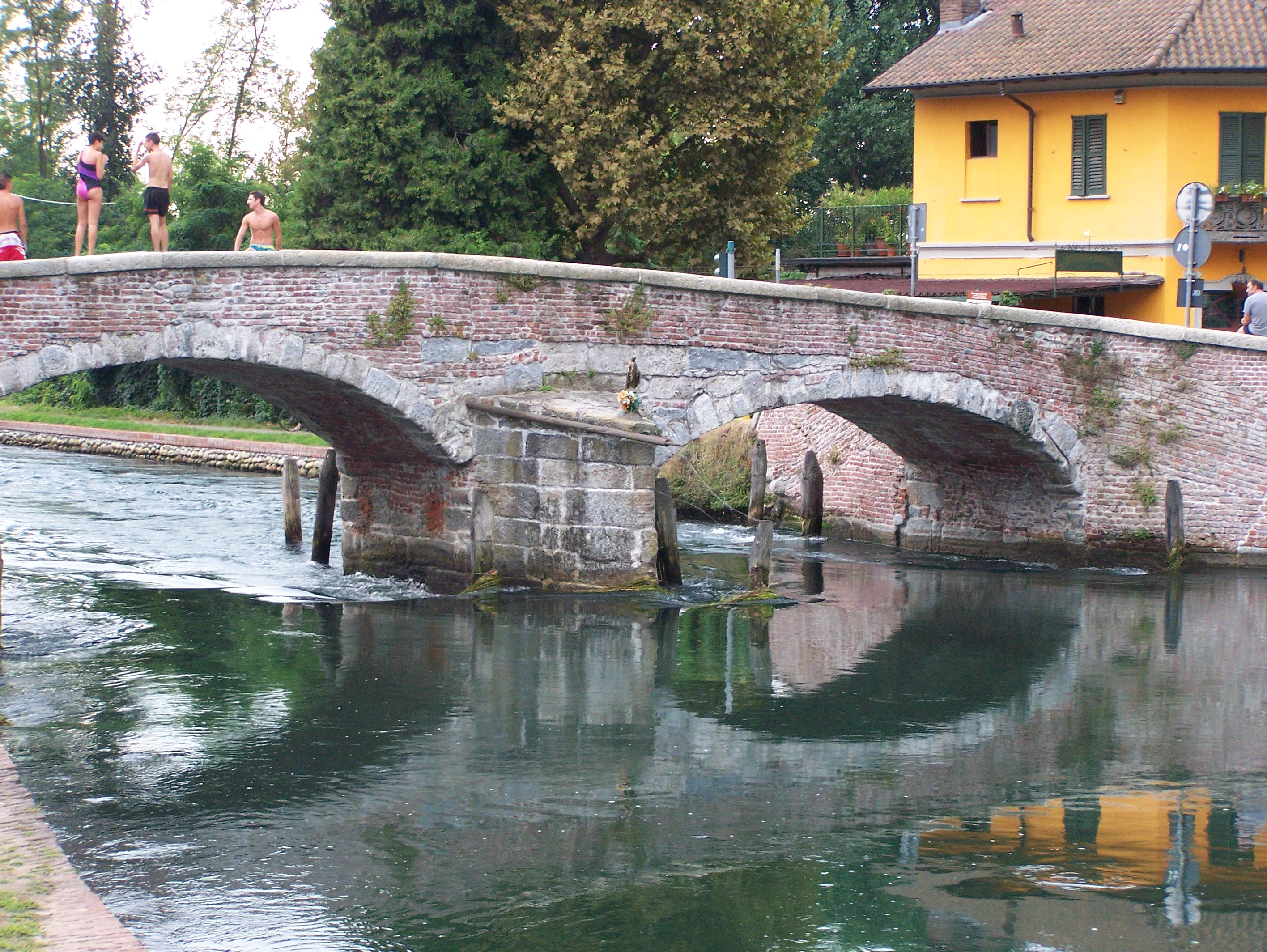
Il ponte sul Naviglio Grande

La frazione è situata su un territorio ondulato, ad un'altitudine di 147 m s.l.m. Essa è attraversata nel mezzo dal Naviglio Grande che ne ha per secoli condizionato la storia e l'economia, sul quale si trova un ponte seicentesco. All'estremo confine ovest, la frazione giunge a lambire le rive del Ticino al confine col Piemonte.

### Sismologia
Dal punto di vista sismico Castelletto presenta un rischio molto basso ed è stata classificata come il comune zona 4 (bassa sismicità) dalla protezione civile nazionale.

### Clima
Il clima è quello caratteristico delle pianure settentrionali italiane con inverni freddi e abbastanza rigidi ed estati che risentono di elevate temperature; la piovosità si concentra principalmente in autunno e in primavera. Il paese appartiene alla zona climatica E.
| CUGGIONO                   | Mesi | Mesi | Mesi | Mesi | Mesi | Mesi | Mesi | Mesi | Mesi | Mesi | Mesi | Mesi | Stagioni | Stagioni | Stagioni | Stagioni | Anno |
| CUGGIONO                   | Gen  | Feb  | Mar  | Apr  | Mag  | Giu  | Lug  | Ago  | Set  | Ott  | Nov  | Dic  | Inv      | Pri      | Est      | Aut      | Anno |
| -------------------------- | ---- | ---- | ---- | ---- | ---- | ---- | ---- | ---- | ---- | ---- | ---- | ---- | -------- | -------- | -------- | -------- | ---- |
| T. max. media (°C)         | 5    | 8    | 13   | 17   | 21   | 26   | 28   | 28   | 24   | 18   | 11   | 6    | 6,3      | 17       | 27,3     | 17,7     | 17,1 |
| T. min. media (°C)         | −3   | −2   | 2    | 5    | 10   | 13   | 15   | 15   | 12   | 7    | 2    | −2   | −2,3     | 5,7      | 14,3     | 7        | 6,2  |
| Precipitazioni (mm)        | 59   | 73   | 95   | 104  | 127  | 82   | 55   | 85   | 72   | 110  | 83   | 50   | 182      | 326      | 222      | 265      | 995  |
| Umidità relativa media (%) | 83   | 80   | 73   | 76   | 75   | 74   | 75   | 75   | 76   | 81   | 84   | 84   | 82,3     | 74,7     | 74,7     | 80,3     | 78   |
| Vento (direzione-m/s)      | SW 4 | SW 4 | SW 4 | SW 4 | S 4  | SW 4 | SW 4 | SW 4 | SW 4 | SW 4 | N 4  | SW 4 | 4        | 4        | 4        | 4        | 4    |

## Storia

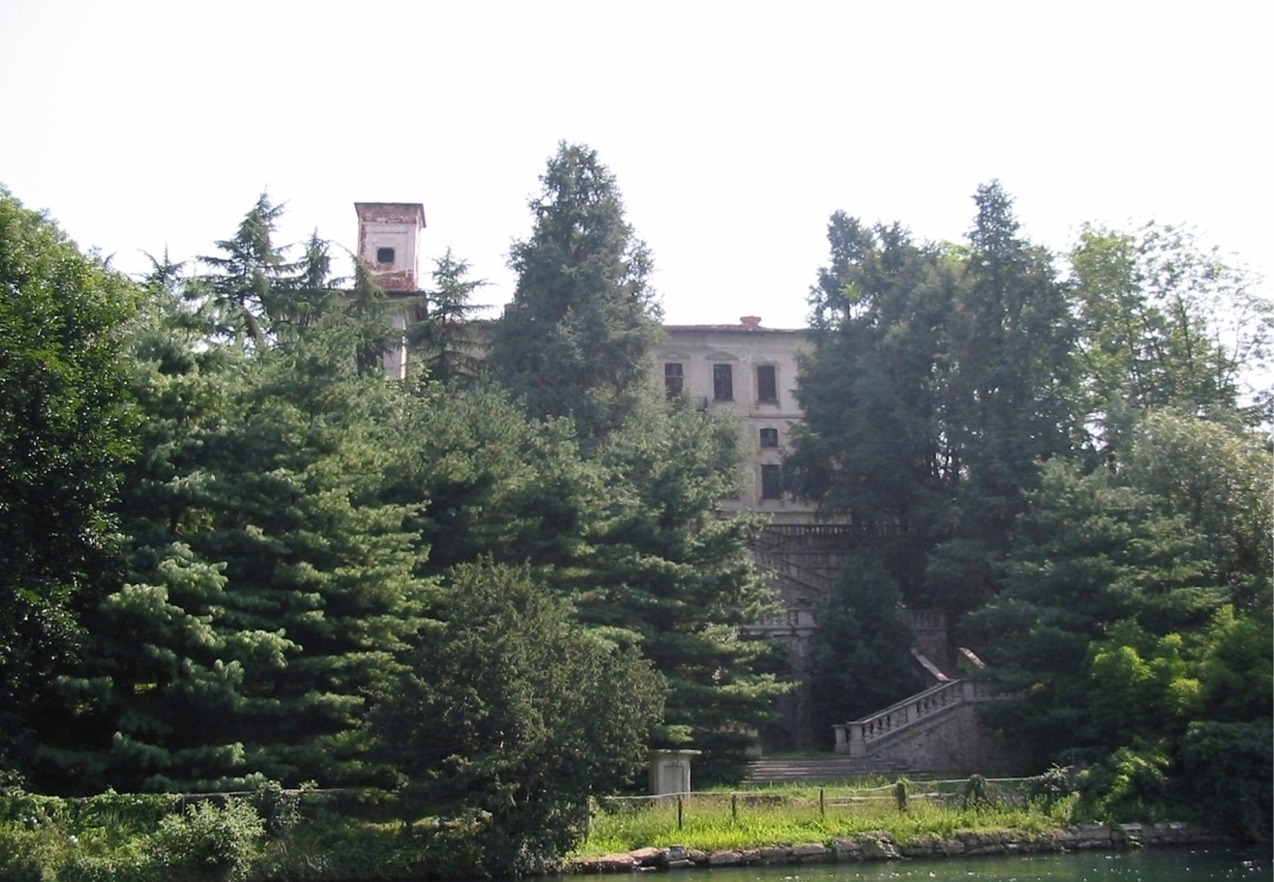
Palazzo Clerici il "castelletto" che dà il nome alla frazione

La frazione di Castelletto lega strettamente nei secoli la sua storia a quella di Cuggiono, comune di appartenenza, sebbene le due entità da sempre abbiano condotto esistenze e sviluppi indipendenti tra loro. Il nome "Castelletto" deriva dal castello di proprietà della famiglia Clerici (l'attuale Palazzo Clerici), situato sulle sponde del Naviglio Grande, su un'altura strategica probabilmente insediata per scopi militari già dall'epoca della dominazione romana. Presso il ponte ed in alcuni campi circostanti, nel 1908, sono state ritrovate circa trenta tombe di epoca celtica (IV secolo), segno che anche in questa zona esisteva un insediamento sin dall'epoca. Sono stati riportati alla luce diversi oggetti in bronzo, fibule, tintinnabuli, anelli, pinzette, una spilla a forma di lucertola, dei braccialetti, oltre a vasi per alimenti, patene e coppe.
Di Castelletto parla Goffredo da Bussero nel suo Liber Notitiae Sanctorum Mediolani del XIII secolo nel quale cita l'esistenza di un luogo di culto, identificato con l'attuale chiesa dei Santi Giacomo e Filippo, ed un'ulteriore chiesetta dedicata a San Quirico (oggi scomparsa). Questo fatto si presenta significativo dal momento che Castelletto all'epoca era già parrocchia, malgrado altre frazioni e comuni locali come Malvaglio, Robecchetto, Vanzaghello, Bienate e Furato non lo fossero ancora.
È col XVI secolo però che Castelletto iniziò ad acquisire un'importanza rilevante, quando divenne feudo dei marchesi Clerici di Milano. I Clerici a Castelletto iniziarono la costruzione del grandioso palazzo che non solo modificò radicalmente l'assetto delle abitazioni lungo il Naviglio, ma ne assorbì completamente le maestranze ed i lavoratori, non solo impiegati per la costruzione del castello stesso, ma anche con la complessa e variegata serie di lavoranti ed artigiani di cui la "corte" dei Clerici abbisognava.
La costruzione del ponte in pietra "a schiena d'asino" nel XVIII secolo ancora oggi visibile sarà un altro degli elementi condizionanti dell'economia del paese che ne uscirà fortificata, con maggiori collegamenti con l'area della vallata.
In tempi più recenti, l'8 settembre 1945 il borgo è divenuto la prima sede dell'istituto religioso delle Oblate della Mater Orphanorum fondato da padre Giovanni Antonio Rocco.
La frazione è comparsa nel film L'albero degli zoccoli del 1978 del regista Ermanno Olmi dove sono state riprese alcune delle vie storiche in acciottolato, la piccola chiesa parrocchiale, il ponte, Palazzo Clerici e l'imbarcadero-lavatoio.

## Monumenti e luoghi d'interesse

### Architetture religiose

#### Chiesa dei Santi Filippo e Giacomo

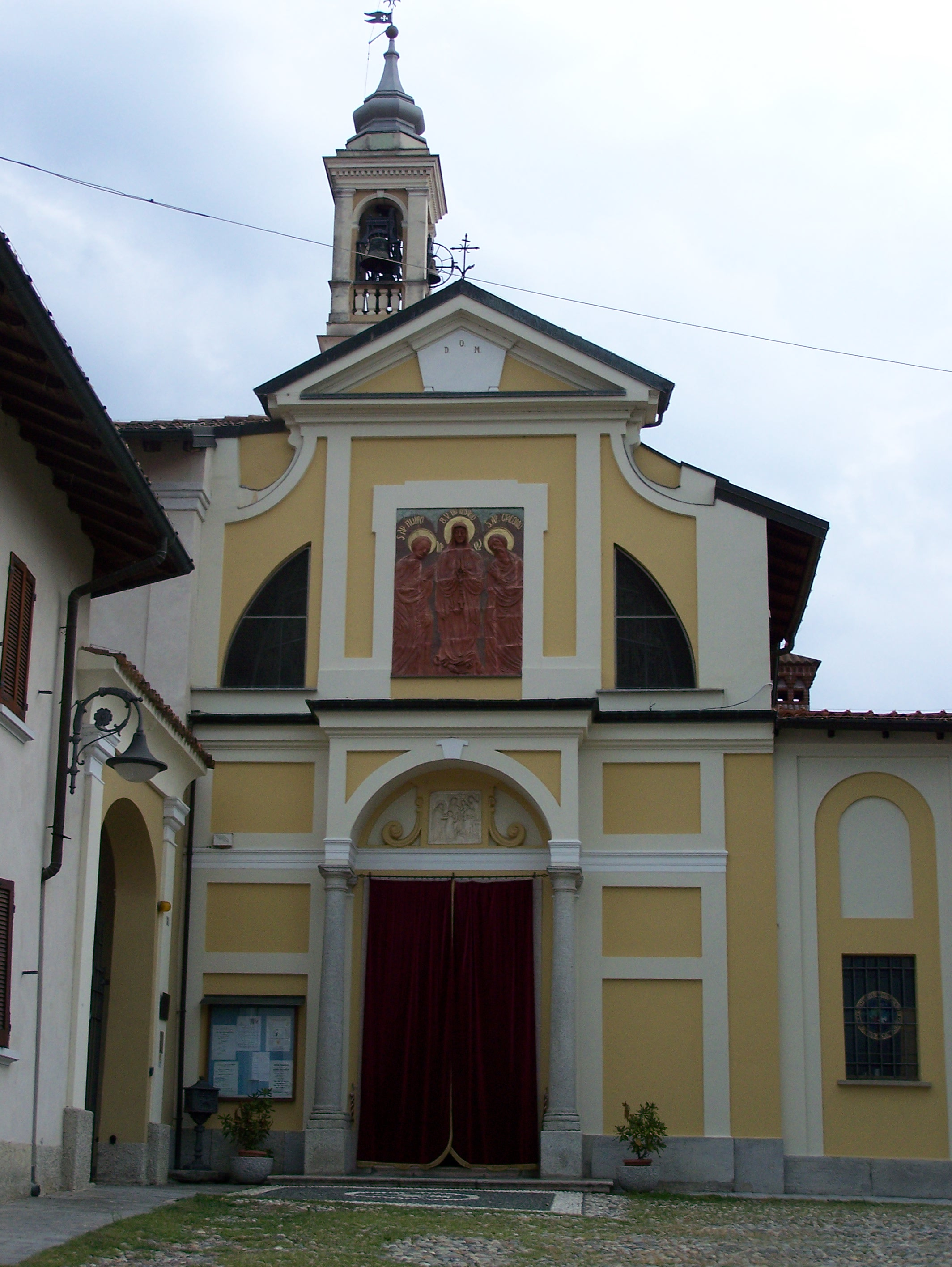
La chiesa dei Santi Filippo e Giacomo

La chiesa dei Santi Filippo e giacomo trae le proprie origini in tempi antichissimi, in quanto un luogo di culto è già menzionato a Castelletto in un atto notarile del 988. Di quell'antica chiesa oggi però non rimane nulla, dal momento che essa è stata completamente riedificata dal 1605, facendo seguito ad una serie di primi ampliamenti iniziati dai padri domenicani nel XIV secolo quando giunsero in paese che allora aveva funzione di grangia per il monastero di Sant'Eustorgio a Milano da cui direttamente dipendeva. I frati costruirono l'ala conventuale che ancora oggi affianca a mo' di corte la chiesa e di quest'epoca si conserva ancora oggi presso la vicina casa parrocchiale un frammento di affresco detto la "Madonna del Latte" con un'immagine di Maria che allatta Gesù bambino un tempo collocata all'interno della chiesa (XVI secolo).
Con la bolla "Instaurandae" di Innocenzo X il 10 dicembre 1652 vennero soppressi i conventi e gli insediamenti religiosi poco numerosi, tra i quali figurava quello appunto di Castelletto e fu così che il patrimonio immobiliare locale venne incamerato dal clero di Cuggiono che da allora amministrò la cappella come chiesa sussidiaria. La struttura è stata restaurata nel 1992.
La facciata, di gusto barocco ingentilita da riquadrature, lesene e timpano, presenta sopra il portale d'ingresso un bassorilievo del XVI secolo che raffigura la Madonna in trono con Gesù Bambino, San Giovanni Battista e altri due personaggi (un santo aureolato, identificabile quasi certamente con San Domenico, che presenta un offerente inginocchiato); nella parte superiore, una grande formella di terracotta opera dell'artista rumeno Aurel Ionescu, raffigurante la Madonna del Rosario tra i Santi Filippo e Giacomo, aggiunta con l'ultimo restauro della chiesa.
All'interno l'edificio si presenta ad aula unica di forma rettangolare. Ai lati dell'altare maggiore si trovano due tele seicentesche e molti sono gli arredi datati tra il XVIII ed il XIX secolo, oltre ad alcuni dipinti interni e vetrate ad opera degli artisti Aurel Ionescu ed Efrem Redegonda. L'organo, risalente al 1850, venne costruito dalla famiglia Prestinari di Magenta.

### Architetture civili

#### Palazzo Clerici (Castelletto)

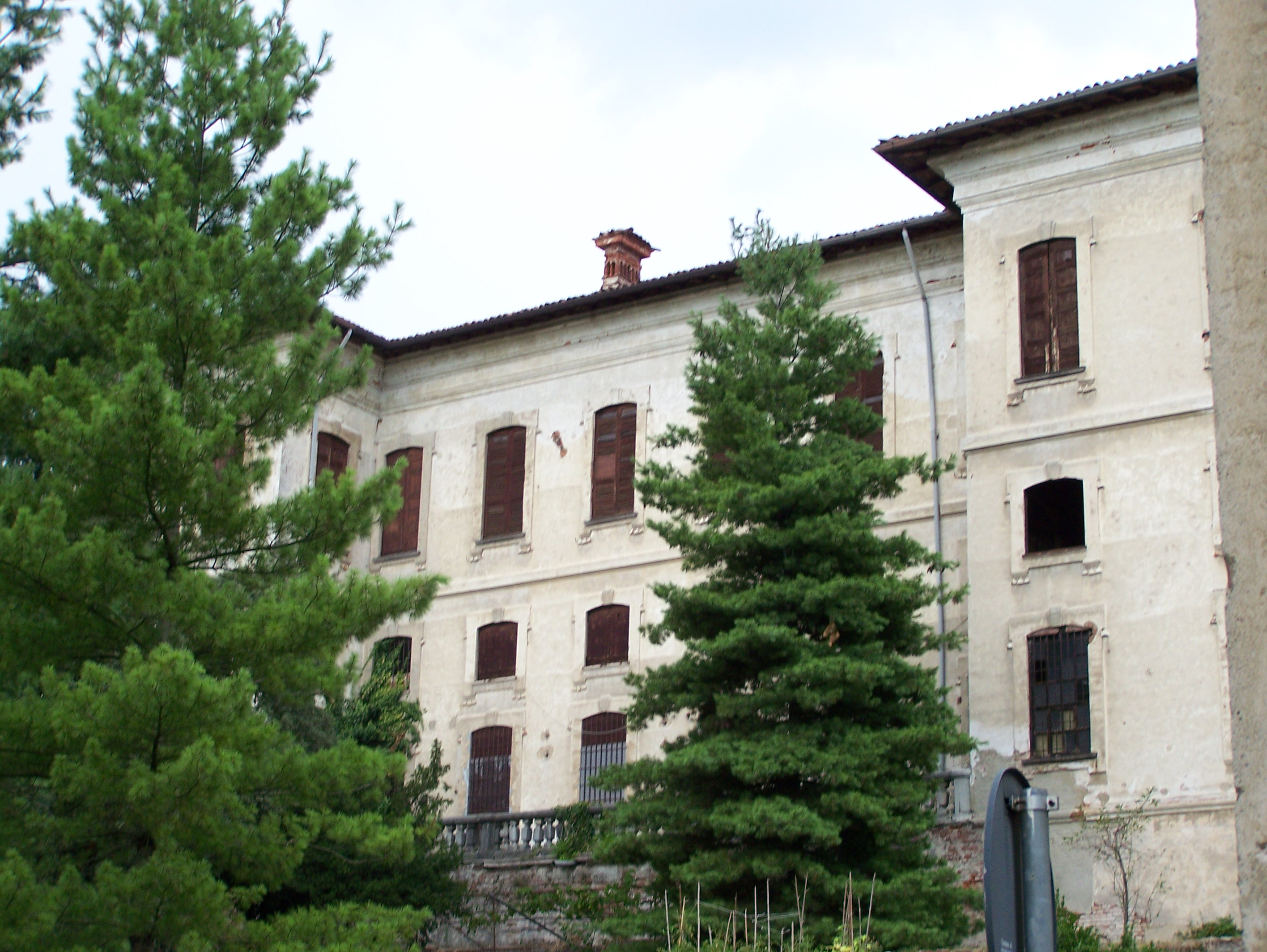
Particolare della facciata di Palazzo Clerici

Con il termine Castelletto si definisce ora un'area frazione del comune di Cuggiono, ma un tempo esso era identificativo dell'unico edificio di grande rilievo presente nell'area: il grandioso Palazzo Clerici, di proprietà della famiglia Clerici di Milano, ricca prosapie di bancheri. Sorto lungo la sponda sinistra del Naviglio Grande, probabilmente sulle vestigia di un antico fortilizio medievale posto a guardia del Ticino, l'agglomerato locale viene già citato in un documento del 988.

Quando iniziò la costruzione del Palazzo Clerici nel 1685, l'assetto del borgo venne totalmente rivoluzionario e ancora oggi esso rimane intatto. La struttura della villa è imponente: essa si affaccia sul Naviglio da uno sperone naturale ed è caratterizzata da un grande corpo chiuso a cortili e caratterizzato dalla presenza di due torri con servizio di piccionaia. 

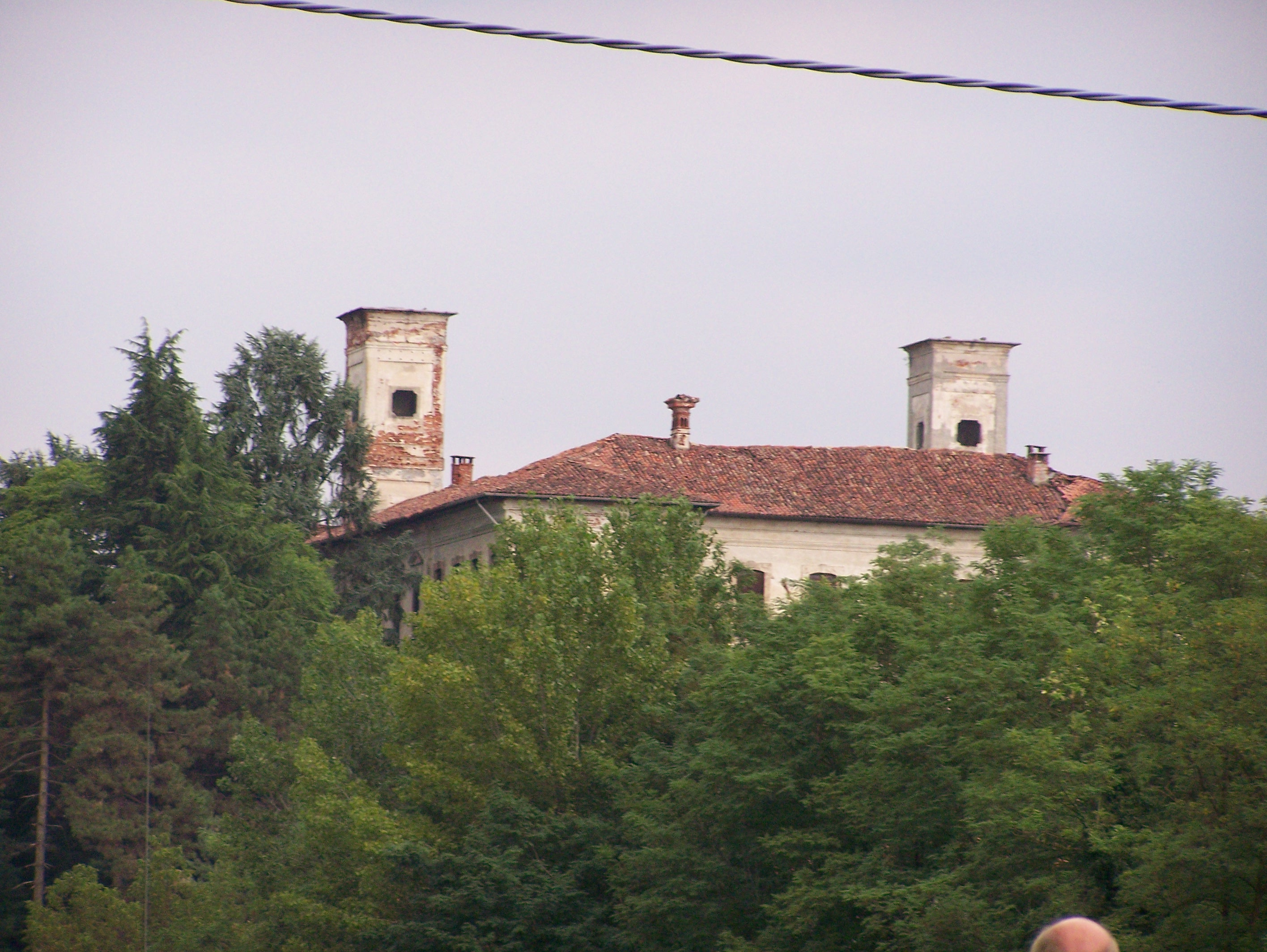
Particolare delle torrette del palazzo

Rilevante è la grandiosa scalinata barocca che scende dalla villa sino alle acque del Naviglio Grande e che un tempo veniva utilizzata come imbarcadero per i nobili che vi attraccavano per poi giungere comodamente sino alla villa, evitando di passare attraverso il borgo.
I Clerici all'epoca dell'erezione del loro palazzo castellettese erano molto ricchi (di professione erano banchieri) ma non erano sufficientemente nobili da poter competere con altre importanti famiglie del milanese e per questo si sbizzarrirono a realizzare quest'imponente costruzione che per dimensioni e splendore poteva competere con le più importanti regge dell'epoca: essa ha in tutto 365 finestre (una per ogni giorno dell'anno) e 12 balconi in tutto (come i mesi dell'anno). Di notevole interesse all'interno del complesso sono alcuni affreschi realizzati dagli allievi di Giovanni Battista Tiepolo, impiegato dai Clerici nella fastosa decorazione del loro palazzo milanese.
Una parte di questo edificio era adibita alla filatura e tessitura della manifattura “Simontacchi” e fino a pochi anni fa, adiacente alla villa, era presente la scuola elementare "Istituto Santa Marta". Attualmente l'edificio è in stato di abbandono.

#### Ponte sul Naviglio Grande

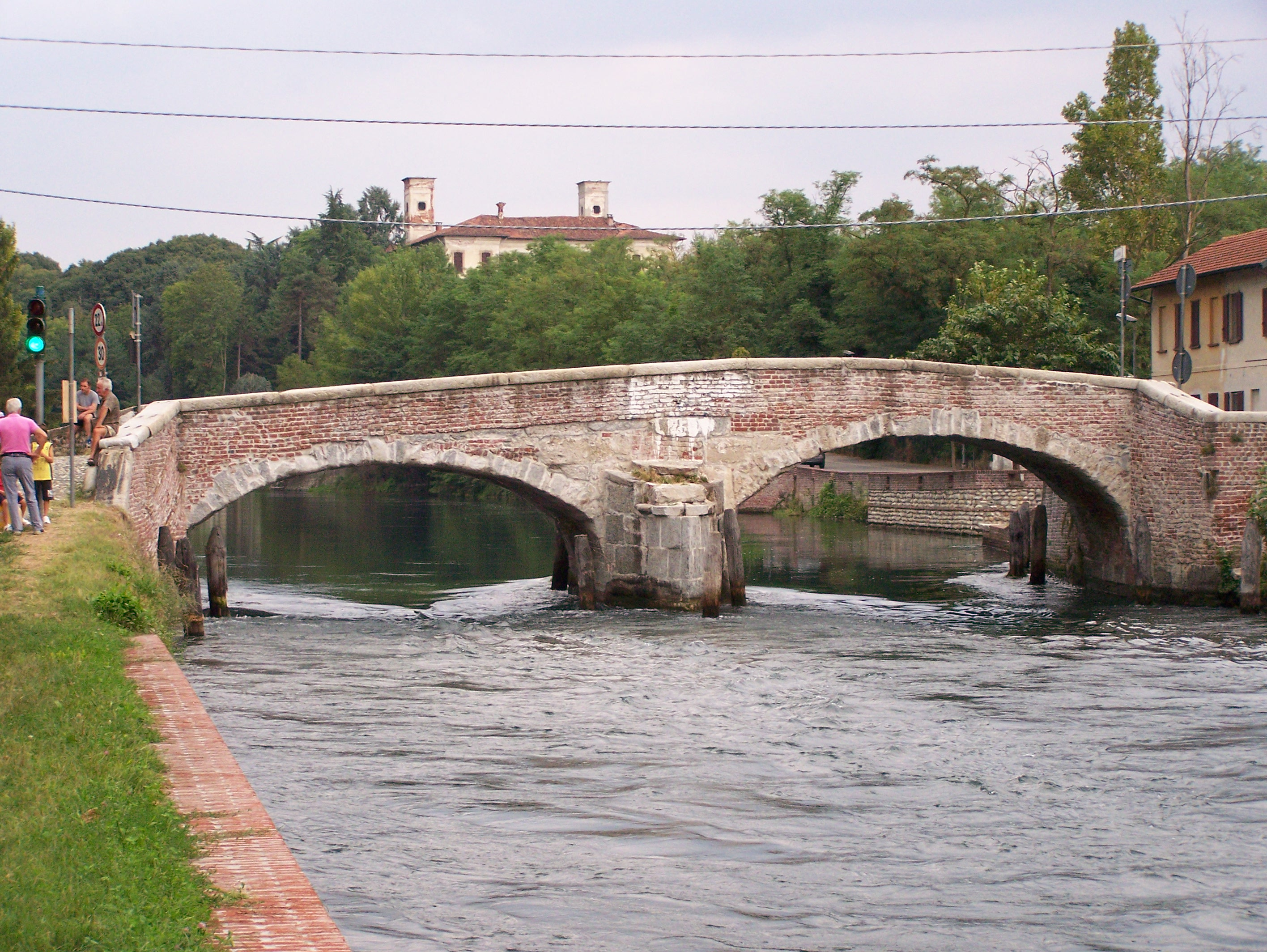
Il ponte sul Naviglio Grande a Castelletto

L'esistenza del porto di Castelletto di Cuggiono è rintracciabile per la prima volta in un documento datato al 1544 che ricorda come in quell'anno vi fu l'ennesima ricostruzione dell'allora ponte in legno che collegava le due rive del Naviglio in loco. L'ampliamento ed il rifacimento della struttura lignea, venne curato dai proprietari terrieri delle terre del borgo con larga parte di intervento finanziata dai frati domenicani che avevano la grangia presso la chiesa parrocchiale che nei pressi del passaggio possedevano anche un mulino ad acqua.

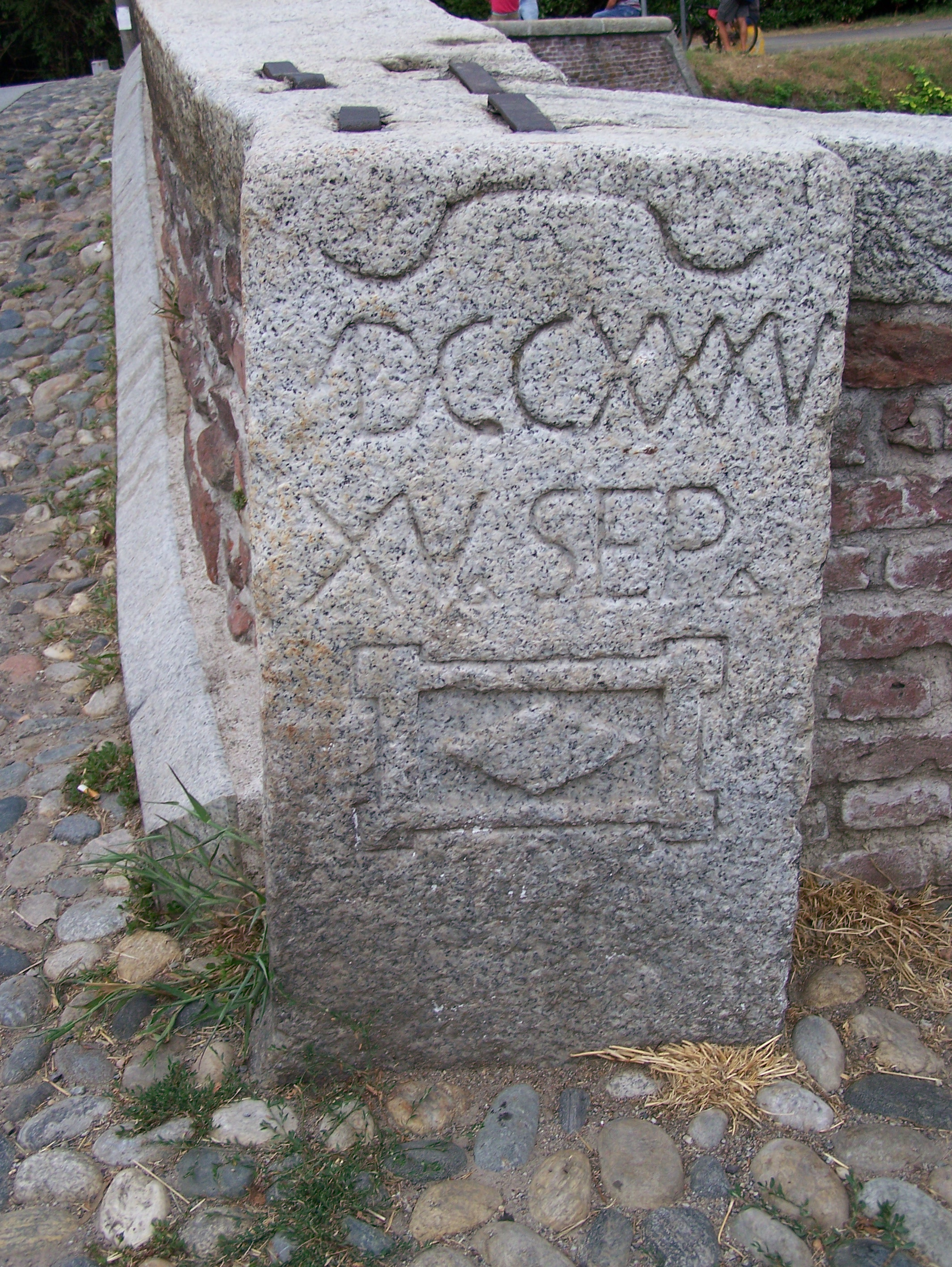
L'incisione commemorativa dei lavori di restauro del 15 settembre 1735

Nel 1574 dopo l'ennesimo crollo, il ponte venne ricostruito ma questa volta in pietra e mattoni, su progetto dell'ingegnere Antonio Lonati. L'ingente costo della nuova opera era un prelievo notevole per le casse del comune di Cuggiono che pertanto il 28 gennaio 1575 inviò una petizione al re di Spagna Filippo II in qualità di duca di Milano, per richiedere la facoltà di vendere dei terreni di proprietà comunale per pagare i costi dell'opera. Il permesso venne accordato e le vendite fruttarono 1.200 lire milanesi per il pagamento della progettazione e della realizzazione del ponte. Nel 1606 venne progettato un rialzo per il ponte realizzato dall'ingegnere Alessandro Bisnati dal momento che essendo il precedente passaggio troppo basso sul pelo dell'acqua, impediva la navigazione delle imbarcazioni nelle stagioni di piena.
Quest'ultimo ponte, tutt'oggi visibile nel centro storico dell'abitato, è stato restaurato il 15 settembre 1735 come attesta un'iscrizione ancora oggi presente sul pilone ovest del ponte. Scampò ad una distruzione progettata dai nazisti durante le ultime fasi della Seconda guerra mondiale.
Nel film L'albero degli zoccoli del 1978 del regista Ermanno Olmi la barca con gli sposi appena imbarcati alla volta di Milano passa proprio sotto il ponte di Castelletto a cui viene dedicato ampio spazio con diverse sequenze.

#### Cascina Confettoria
Lungo il Naviglio si trova la cosiddetta Cascina Confettoria, già esistente nel 1721. Nota anche come Cascina Conceria, la struttura presenta un porticato affacciato direttamente sul corso acqua, apertura che permetteva a coloro che transitavano in barca di effettuare una sciostra (cioè una sosta) presso la stessa cascina.

#### Torre di Rubone
La località Rubone ospita una torre a base quadrata le cui origini risalgono al XV secolo.

#### Centrale idroelettrica

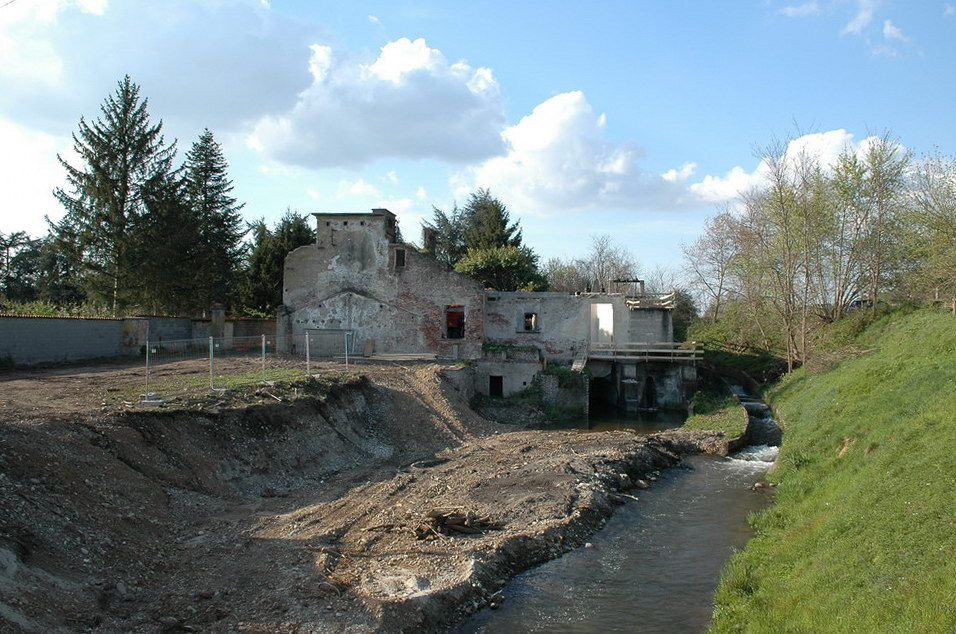
La vecchia centrale idroelettrica di Castelletto di Cuggiono

A Castelletto di Cuggiono era sita un tempo una delle prime centrali idroelettriche nel territorio del magentino. Realizzata nel 1889 dal possidente Carlo Cornelli, sfruttando il salto d'acqua di 7,30 metri proveniente dal canale colatore Arno, venne realizzata la prima centrale elettrica che alimentava l'energia a Castelletto ed a Cuggiono, garantendo così per la prima volta l'illuminazione elettrica pubblica nelle vie.
Alla morte del Cornelli nel 1928, la centrale venne acquistata dalla Società Elettrica Cuggionese che nel frattempo si era formata per la gestione dell'energia elettrica sul territorio comunale. La centralina subì dunque dei lavori di ampliamento e continuò a funzionare ininterrottamente sino al 1963 quando ne venne decisa la chiusura. Attualmente la struttura in forma di rudere è ancora visibile nel territorio castellettese presso il Ticino, in località Baragge.

### Altro

#### Pista ciclabile del Naviglio Grande
Il luogo è meta turistica grazie alla pista ciclabile sul Naviglio Grande e grazie al fiume Ticino, meta di pescatori e di appassionati del kayak e della canoa.
Dal 2006 un servizio di traghetto apposito permette la risalita del Naviglio da Abbiategrasso a Castelletto (presso Palazzo Clerici), con un percorso di circa 18 km. Castelletto è uno dei due capilinea del percorso di navigazione sul Naviglio Grande.

#### Cave di sabbia
A Castelletto si trovano numerose cave di sabbia, parzialmente trasformate in piccoli laghi, che per secoli vennero sfruttate per ricavare materiale da costruzione per la città di Milano.

## Società

### Evoluzione demografica
"Abitanti censiti"

### Lingue e dialetti
Nel Comune è molto diffuso il dialetto cuggionese, variante dell'insubre. Esso è in buona sostanza una lingua romanza derivata dal latino di cui all'interno ancora si risentono gli influssi.

### Religione
La maggioranza della popolazione è cattolica e nell'abitato è presente una chiesa cattolica, appartenente alla parrocchia di Castelletto stesso, sebbene il parroco è lo stesso di Cuggiono, nell'Arcidiocesi di Milano.
Patroni del paese sono i santi Giacomo e Filippo, in onore dei quali la prima domenica di maggio veniva celebrata una processione sul Naviglio, utilizzando l'antico barcone, utilizzato per trasportare a Milano sabbia e materiali edilizi necessari per la ricostruzione postbellica
La seconda domenica di ottobre si festeggia inoltre la Madonna del Rosario.
Dalla fondazione l'8 settembre 1945 sino al trasferimento a Legnano nel 1950, il borgo è stato la prima sede dell'istituto religioso delle Oblate della Mater Orphanorum fondato da padre Giovanni Antonio Rocco.

## Cultura

### Istruzione
Nella frazione di Castelletto era presente un tempo una scuola elementare, in sostituzione della quale nel 2001 è stata inaugurata una scuola materna.

### Film e video girati a Castelletto

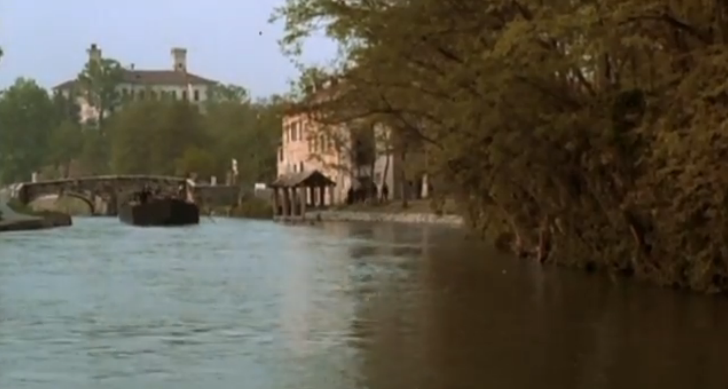
Scena tratta da L'albero degli zoccoli di Ermanno Olmi: sullo sfondo Castelletto e le torri di Palazzo Clerici

A Castelletto sono state girate alcune scene di film e documentari:
L'albero degli zoccoli di Ermanno Olmi, alcune scene della serie televisiva La piovra, girate nella cava di estrazione di sabbia, 2061 - Un anno eccezionale, con riprese effettuate nell'antica località ormai diroccata di Rubone, tra il territorio di Castelletto e Bernate, e un video musicale dei Gemelli DiVersi sulle rive del Ticino. Recentemente, nell'estate del 2010 sono state fatte anche alcune riprese del film "Che bella giornata", di Gennaro Nunziante con il comico Checco Zalone.

## Economia
L'economia del borgo è stata sin dai tempi più antichi condizionata dalla presenza del Naviglio Grande e dalle vaste coltivazioni di gelsi per la produzione della seta. Sino al secondo dopoguerra, all'interno di Palazzo Clerici, è stata attiva la filatura e tessitura “Simontacchi” che occupava gran parte degli abitanti della frazione. Attualmente nel territorio castellettese non esistono centri di produzione artigianale o manifatturiera e le uniche attività commerciali sono collegate al settore turistico, al servizio bar ed alla ristorazione.

## Sport
A Castelletto di Cuggiono ha sede un locale distaccamento del Canoa Club Milano che, data la vicinanza col canale del Naviglio Grande, permette la pratica di questo sport, soprattutto durante la stagione estiva. Presso la medesima struttura è inoltre possibile praticare altri sport come tiro con l'arco, calcio e pallavolo.